# Volby do Zastupitelstva Moravskoslezského kraje 2024
Volby do Zastupitelstva Moravskoslezského kraje v roce 2024 se konaly v pátek 20. září a v sobotu 21. září 2024 jako součást celostátních krajských voleb v roce 2024.

## Pozadí
Ve volbách v roce 2020 zvítězilo hnutí ANO 2011 s 30,24 %. Do zastupitelstva se dostalo dalších 7 subjektů. Koalice vznikla v říjnu 2020, kdy vítězné ANO složilo koalici s ODS, TOP 09, KDU-ČSL a ČSSD. Hejtmanem zůstal bývalý rektor VŠB–TUO Ivo Vondrák za ANO.
V březnu 2023 Vondrák vystoupil z ANO kvůli jeho podpoře Petra Pavla v prezidentských volbách 2023. V červnu 2023 sám rezignoval na funcki hejtmana a nahradil jej krnovský radní Jan Krkoška. Ten byl avšak v březnu 2024 obviněn a usvědčen z podplácení lékařů v letech 2009–2012, aby předepisovali léky od farmaceutické firmy, u které pracoval. Následně rezignoval a ve funkci ho nahradil primátor Havířova Josef Bělica.
Z 6 zastupitelů zvolených za SPD 3 v průběhu volebního období začali působit jako nezařazení a 3 přestoupili do strany ČSSD – Česká suverenita sociální demokracie. V únoru 2024 Vondrák založil hnutí Osobnosti pro kraj, do kterého přestoupili další čtyři zastupitelé za ANO.
|              |              |              |              |              |              |              |  |
| Strana       | Strana       | % (2020)     | Mandáty      | Strana       | Strana       | Mandáty      |  |
| Koalice (46) | Koalice (46) | Koalice (46) | Koalice (46) | Koalice (41) | Koalice (41) | Koalice (41) |  |
|              | ANO          | 30,24        | 24/65        |              | ANO          | 19/65        |  |
| Opozice      | ANO          | 30,24        | 24/65        |              |              |              |  |
|              | ANO          | 30,24        | 24/65        | OK           | 5/65         |              |  |
| Koalice      | ANO          | 30,24        | 24/65        |              |              |              |  |
|              | ODS          | 13,84        | 9/65         |              | ODS          | 9/65         |  |
|              | TOP 09       | 13,84        | 1/65         |              | TOP 09       | 1/65         |  |
|              | KDU-ČSL      | 9,57         | 7/65         |              | KDU-ČSL      | 7/65         |  |
|              | SOCDEM       | 6,95         | 3/65         |              | SOCDEM       | 3/65         |  |
| Opozice (19) | Opozice (19) | Opozice (19) | Opozice (19) | Opozice (24) | Opozice (24) | Opozice (24) |  |
|              | Piráti       | 11,86        | 9/65         |              | Piráti       | 9/65         |  |
|              | SPD          | 7,68         | 6/45         |              | nezávislí    | 3/65         |  |
|              | SPD          | 7,68         | 6/45         | ČSSD         | 3/65         |              |  |
|              | KSČM         | 5,89         | 4/65         |              | KSČM         | 4/65         |  |

## Kandidátní subjekty
| Číslo | Subjekt | Subjekt                                            | Typ              | Foto | Lídr               | Poznámky                                                                                |
| ----- | ------- | -------------------------------------------------- | ---------------- | ---- | ------------------ | --------------------------------------------------------------------------------------- |
| 7     |         | SPD, Trikolora a PRO                               | koalice          |      | Jan Síla           | poslanec, neurochirurg                                                                  |
| 15    |         | DSZ – ZA PRÁVA ZVÍŘAT                              | politická strana |      | Barbora Tocauerová | tlumočník a lektor cizích jazyků, předsedkyně Moravskoslezského spolku ochránců zvířat  |
| 16    |         | PŘÍSAHA občanské hnutí                             | politické hnutí  |      | Petr Gřes          | zastupitel obce Palkovice                                                               |
| 21    |         | Česká pirátská strana                              | politická strana |      | Zuzana Klusová     | mediální konzultantka a sociální pracovnice                                             |
| 23    |         | Referendum – Hlas Lidu                             | politické hnutí  |      | Petr Bílý          | řidič, ex-policista                                                                     |
| 28    |         | STAROSTOVÉ A OSOBNOSTI PRO KRAJ                    | koalice          |      | Ivo Vondrák        | vysokoškolský profesor                                                                  |
| 39    |         | ANO 2011                                           | politické hnutí  |      | Josef Bělica       | hejtman Moravskoslezského kraje                                                         |
| 60    |         | Moravané                                           | politická strana |      | Ondřej Hetmánek    | stavební projektant                                                                     |
| 70    |         | Sociální demokracie                                | politická strana |      | Svatopluk Němeček  | ředitel městské nemocnice                                                               |
| 76    |         | Švýcarská demokracie (www.svycarska-demokracie.cz) | politické hnutí  |      | Tomáš Raždík       | stavební inženýr, středoškolský pedagog                                                 |
| 77    |         | STAČILO!, koalice KSČM a ČSNS                      | koalice          |      | Ivan Strachoň      | manažer, předseda kontrolního výboru zastupitelstva kraje                               |
| 88    |         | SPOLU MSK                                          | koalice          |      | Radek Kaňa         | náměstek ministra vnitra                                                                |
| 95    |         | ČSSD A NEZÁVISLÉ OSOBNOSTI                         | koalice          |      | Petr Gawlas        | ředitel společnosti, exsenátor, bývalý místostarosta města Jablunkov, předseda ČSSD MSK |

## Předvolební kampaň

### STAROSTOVÉ A OSOBNOSTI PRO KRAJ
Koalice „STAROSTOVÉ A OSOBNOSTI PRO KRAJ“ 15. dubna 2024 začala v Bruntálu „Debatu bez cenzury“, která se v následujících různých datech konala po celém Moravskoslezském kraji.